# Selección femenina de fútbol de Albania
La selección femenina de fútbol de Albania representa al país en las competiciones internacionales de fútbol femenino. Jugó su primer partido internacional el 5 de mayo de 2011 contra la selección femenina de fútbol de Macedonia, partido que ganó por un gol a cero. Hizo historia en las eliminatorias de la UEFA para la Canadá 2015 ganando su partido ante Grecia.
No ha participado aún en la Eurocopa Femenina.
Hasta el momento no ha logrado clasificarse para disputar la Copa Mundial Femenina de Fútbol, ni tampoco los Juegos Olímpicos.

## Estadísticas

### Copa Mundial Femenina de Fútbol
| Edición | Resultado               | Posición                | PJ                      | PG                      | PE                      | PP                      | GF                      | GC                      |
| ------- | ----------------------- | ----------------------- | ----------------------- | ----------------------- | ----------------------- | ----------------------- | ----------------------- | ----------------------- |
| 1991    | No existía la selección | No existía la selección | No existía la selección | No existía la selección | No existía la selección | No existía la selección | No existía la selección | No existía la selección |
| 1995    | No existía la selección | No existía la selección | No existía la selección | No existía la selección | No existía la selección | No existía la selección | No existía la selección | No existía la selección |
| 1999    | No existía la selección | No existía la selección | No existía la selección | No existía la selección | No existía la selección | No existía la selección | No existía la selección | No existía la selección |
| 2003    | No existía la selección | No existía la selección | No existía la selección | No existía la selección | No existía la selección | No existía la selección | No existía la selección | No existía la selección |
| 2007    | No existía la selección | No existía la selección | No existía la selección | No existía la selección | No existía la selección | No existía la selección | No existía la selección | No existía la selección |
| 2011    | No participó            | No participó            | No participó            | No participó            | No participó            | No participó            | No participó            | No participó            |
| 2015    | No clasificó            | No clasificó            | No clasificó            | No clasificó            | No clasificó            | No clasificó            | No clasificó            | No clasificó            |
| 2019    | No clasificó            | No clasificó            | No clasificó            | No clasificó            | No clasificó            | No clasificó            | No clasificó            | No clasificó            |
| 2023    | No clasificó            | No clasificó            | No clasificó            | No clasificó            | No clasificó            | No clasificó            | No clasificó            | No clasificó            |
| 2027    | Por disputarse          | Por disputarse          | Por disputarse          | Por disputarse          | Por disputarse          | Por disputarse          | Por disputarse          | Por disputarse          |
| Total   | 0/9                     | -                       | -                       | -                       | -                       | -                       | -                       | -                       |

### Eurocopa Femenina
| Edición | Resultado               | Posición                | PJ                      | PG                      | PE                      | PP                      | GF                      | GC                      |
| ------- | ----------------------- | ----------------------- | ----------------------- | ----------------------- | ----------------------- | ----------------------- | ----------------------- | ----------------------- |
| 1984    | No existía la selección | No existía la selección | No existía la selección | No existía la selección | No existía la selección | No existía la selección | No existía la selección | No existía la selección |
| 1987    | No existía la selección | No existía la selección | No existía la selección | No existía la selección | No existía la selección | No existía la selección | No existía la selección | No existía la selección |
| 1989    | No existía la selección | No existía la selección | No existía la selección | No existía la selección | No existía la selección | No existía la selección | No existía la selección | No existía la selección |
| 1991    | No existía la selección | No existía la selección | No existía la selección | No existía la selección | No existía la selección | No existía la selección | No existía la selección | No existía la selección |
| 1993    | No existía la selección | No existía la selección | No existía la selección | No existía la selección | No existía la selección | No existía la selección | No existía la selección | No existía la selección |
| 1995    | No existía la selección | No existía la selección | No existía la selección | No existía la selección | No existía la selección | No existía la selección | No existía la selección | No existía la selección |
| 1997    | No existía la selección | No existía la selección | No existía la selección | No existía la selección | No existía la selección | No existía la selección | No existía la selección | No existía la selección |
| 2001    | No existía la selección | No existía la selección | No existía la selección | No existía la selección | No existía la selección | No existía la selección | No existía la selección | No existía la selección |
| 2005    | No existía la selección | No existía la selección | No existía la selección | No existía la selección | No existía la selección | No existía la selección | No existía la selección | No existía la selección |
| 2009    | No existía la selección | No existía la selección | No existía la selección | No existía la selección | No existía la selección | No existía la selección | No existía la selección | No existía la selección |
| 2013    | No participó            | No participó            | No participó            | No participó            | No participó            | No participó            | No participó            | No participó            |
| 2017    | No clasificó            | No clasificó            | No clasificó            | No clasificó            | No clasificó            | No clasificó            | No clasificó            | No clasificó            |
| 2022    | No clasificó            | No clasificó            | No clasificó            | No clasificó            | No clasificó            | No clasificó            | No clasificó            | No clasificó            |
| 2025    | No clasificó            | No clasificó            | No clasificó            | No clasificó            | No clasificó            | No clasificó            | No clasificó            | No clasificó            |
| Total   | 0/13                    | -                       | -                       | -                       | -                       | -                       | -                       | -                       |

### Liga de Naciones Femenina de la UEFA
| Edición | L     | G     | Resultado    | PJ | PG | PE | PP | GF | GC |
| ------- | ----- | ----- | ------------ | -- | -- | -- | -- | -- | -- |
| 2023-24 | B     | 1     | Cuarto lugar | 6  | 0  | 1  | 5  | 2  | 18 |
| Total   | Total | Total | 1/1          | 6  | 0  | 1  | 5  | 2  | 18 |

## Últimos y próximos encuentros
Actualizado al último partido jugado el 21 de febrero de 2025
| Fecha      | Ciudad           | Local           | Resultado | Visitante  | Competición                              |
| ---------- | ---------------- | --------------- | --------- | ---------- | ---------------------------------------- |
| 05-04-2024 | Esch-sur-Alzette | Luxemburgo      | 2:1       | Albania    | Clas. Eurocopa Femenina 2025             |
| 09-04-2024 | Tirana           | Albania         | 2:0       | Estonia    | Clas. Eurocopa Femenina 2025             |
| 31-05-2024 | Tallin           | Estonia         | 1:2       | Albania    | Clas. Eurocopa Femenina 2025             |
| 04-06-2024 | Elbasan          | Albania         | 3:1       | Luxemburgo | Clas. Eurocopa Femenina 2025             |
| 25-10-2024 | Shkodër          | Albania         | 0:5       | Noruega    | Clas. Eurocopa Femenina 2025             |
| 29-10-2024 | Oslo             | Noruega         | 9:0       | Albania    | Clas. Eurocopa Femenina 2025             |
| 03-12-2024 | Târgoviște       | Rumania         | 1:2       | Albania    | Partido amistoso                         |
| 21-02-2025 | Durrës           | Albania         | 1:2       | Ucrania    | Liga de Naciones Femenil de la UEFA 2025 |
| 25-02-2025 | České Budějovice | República Checa | -:-       | Albania    | Liga de Naciones Femenil de la UEFA 2025 |
| 04-04-2025 | Shkodër          | Albania         | -:-       | Croacia    | Liga de Naciones Femenil de la UEFA 2025 |
| 08-04-2025 | Zagreb           | Croacia         | -:-       | Albania    | Liga de Naciones Femenil de la UEFA 2025 |

## Última convocatoria
| Pellumbesha Gjyli (guardameta) | Ornela Smajli    | Elizabeta Ejupi |
| Rifadije Shala (guardameta)    | Furtuna Velaj    | Dielona Luta    |
| Armonela Kola (guardameta)     | Geldona Morina   | Arjeta Krasniqi |
| Xhuljeta Preci                 | Dafina Memedov   | Ellvana Curo    |
| Erida Bajrakurtaj              | Aurora Seranaj   | Ana Baro        |
| Denisa Proto                   | Suada Jashari    | Arbnora Robelli |
| Lumturie Muhadri               | Xhemile Berisha  | Avdije Veliu    |
| Cyme Lulaj                     | Megi Doci        | Emanuela Jaku   |
| Albina Rrahmani                | Marsela Djegsina | Blerta Kaçiu    |
| Fitore Govori                  | Jesmira Tula     |                 |
| Nora Selmani                   | Anela Vishkulli  |                 |
| Fationa Borova                 | Endrina Elezaj   |                 |